# Hwardijske (Simferopol)
Der Ort Hwardijske (ukrainisch Гвардійське) geht auf die russlandmennonitische Ansiedlung Spat zurück.

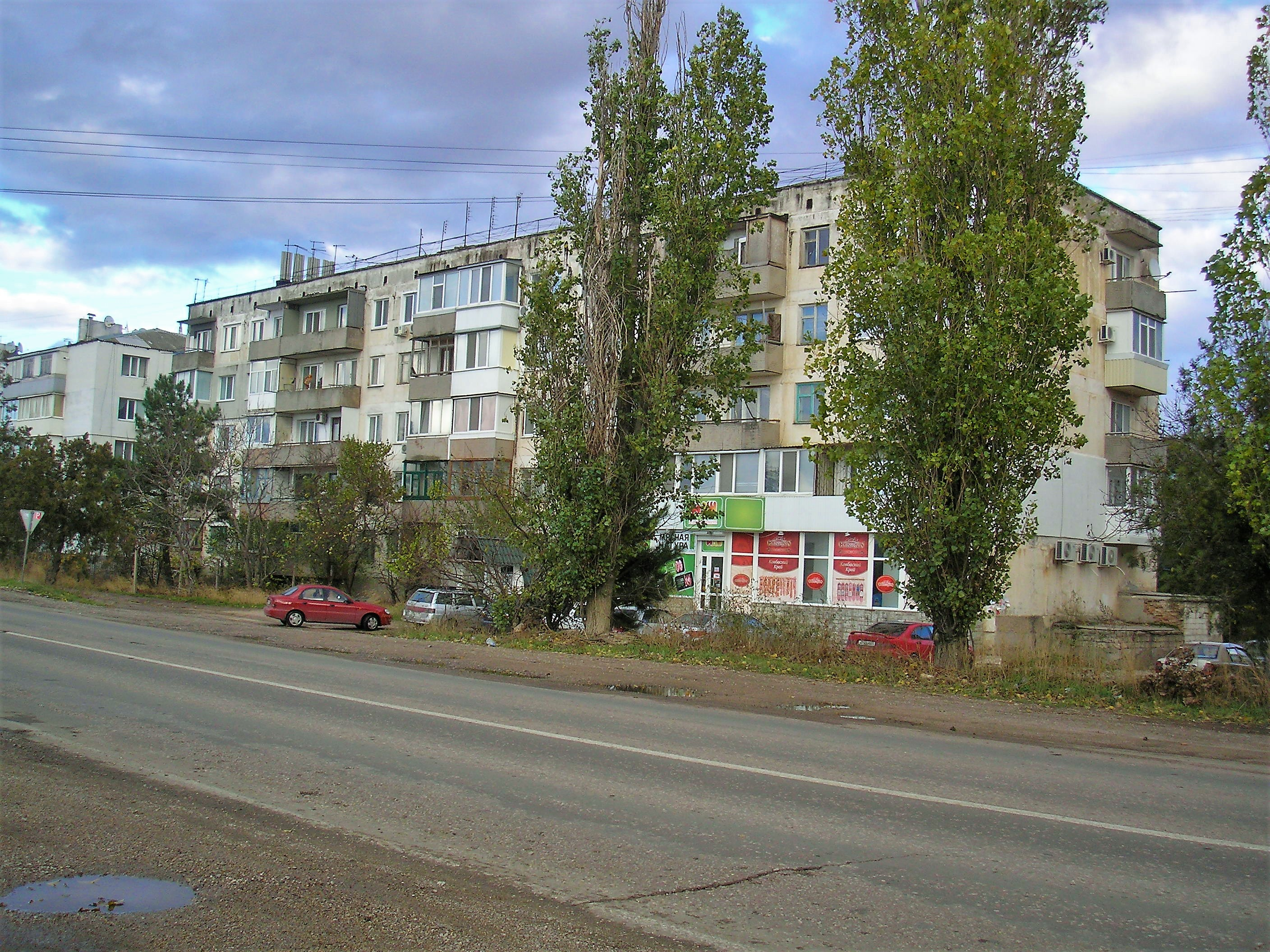
Spat heute

Der Ort wurde 1881 parallel mit Menlerschik von Siedlern aus der Kolonie Molotschna gegründet. Das Land lag in der nähe des Bahnhofes Sarabus der gerade erbauten Bahnlinie. Spat wurde auf traditionelle Weise geplant mit einer Dorfstraße parallel zum Fluss Salgir. Eine Verbindungsstraße führte zum Bahnhof, eine zum Friedhof und eine nach Menlertschik. Spat hatte zwei Grundschule, auch eine Zentralschule. Es gab einen Kaufladen, eine Buchhandlung, einen Holz- und Eisenhandel, eine Nähgarnfabbik und eine Windmühle, sowie zwei dampfbetrieben Mühlen.
Spat wurde als Filiale der Rückenauer Gemeinde ein Zentrum der Mennonitenbrüder. Auch die Brüdergemeinde durfte Gottesdienste in der Dorfkirche feiern. 1919 brannte diese Kirche aus unbekannten Ursachen total nieder. Jetzt nutzten beide Gemeinden das Versammlungshaus der Mennonitnbrüder. Bis zur Auflösung der Gemeinden durch die Regierung benutzten sie gemeinsam dasselbe Gotteshaus.
Als 1905 die Zentralschule in Karassan gegründet wurde, sagt man sich „waut Karaßaun kaun, kaun Spat uck“. Eine Bürgerversammlung sprach sich fast einstimmig für die Gründung einer Schule auch in Spat aus. So kam es auch in Spat im Jahre 1906 zur Gründung der Zentralschule in Spat.
In Spat erschien das erste mennonitische Wochenblatt „Friedensstimme“. In den frühen 1930er Jahren wurde das Land zugunsten einer Kolchose enteignet. Zu Beginn des deutschen Angriffs auf die Sowjetunion wurden die Mennoniten deportiert.
Einige Mennonitenbauten sind erhalten, so das Gebäude der Fabrik J. Langemanns. Dieser Betrieb stellte landwirtschaftliche Maschinen her. Das erhaltene Fabrikgebäude hat zeittypische große Bogenfenster. Auch das Wohnhaus des Werksleiters steht noch, ein typisches Mennonitenhaus der Epoche.